# Margarita Ballester Figueres
Margarita Ballester Figueres   (Barcelona, 15 d'agost de 1942) és una poeta, traductora i professora catalana. Es va llicenciar en Filosofia i Lletres a la Universitat de Barcelona. Fou professora d'història a la Universidad Complutense de Madrid i a diversos instituts d'ensenyament secundari a Barcelona, Sabadell i Maó. L'any 1985 va publicar els seus primers poemes a la revista Reduccions. L'any 1988 va guanyar el premi Rosa Leveroni de Cadaqués, i després va publicar el seu primer llibre, L'Infant i la mort. Aquesta obra despertà l'interès d'estudiosos com Manuel de Seabra o Dolors Oller, i li obrí camí a la poesia catalana. Amb la seva germana Rosina Ballester, va traduir una mostra de Poemes per a Anatole (1998) de Stéphane Mallarmé.

## Obres
- "Poemes", Reduccions (Vic), 1985.
- L'infant i la mort. Barcelona: Columna, 1989.
- "Textos de l'autora" [Edició a càrrec d'Àlex Susanna] Serra d'Or (Barcelona), núm. 351, febrer 1989, p. 38.
- L'escarabat daurat. Barcelona: Abadia de Montserrat, 1993. [Narrativa infantil]
- Els ulls. Barcelona: Columna, 1995. València: Bromera, 2001.
- Entre dues espases. Vic: Cafè Central / Eumo, 2005.[3]
- Després de la pluja: obra reunida. Vic: Cafè Central / Eumo, 2018.

## Premis
- Premis Literaris de Cadaqués-Rosa Leveroni, de poesia (1988): L'infant i la mort.
- Jocs Florals de Barcelona-Viola d'Or i Argent, de poesia (1994): Com un autor inexpert a l'escenari.
- Premi Cavall Verd-Josep M. Llompart, de poesia (2005): Entre dues espases.